# Сектор економіки

Співвідношення доходів за секторами економіки

Се́ктор еконо́міки — сукупність кількох елементів національної економіки, яким притаманні деякі спільні галузеві, технологічні, організаційно-правові та інші характеристики. Це дозволяє виокремити складових економічної системи і частин народного господарства з теоретичною або прикладною метою.
Існує декілька різних способів розподілу економіки на сектори — за історичним розвитком, за гіпотезою трьох або чотирьох секторів економіки, або за належністю до державного, приватного чи неприбуткового сектору. Баланс між секторами економіки залежить від рівню економічного розвитку.

## Історичний розвиток

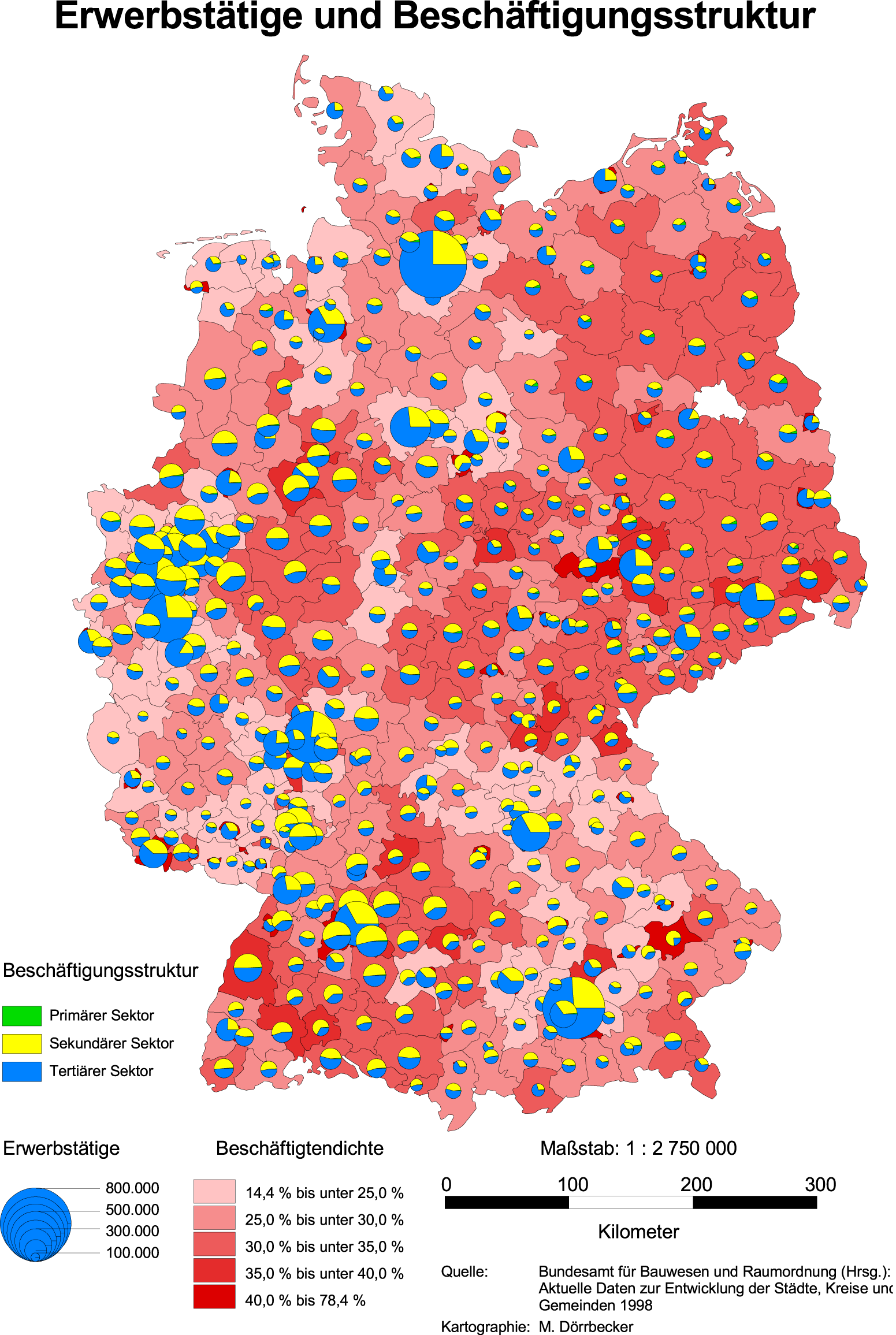
Регіональні відмінності в структурі зайнятості за сектором економіки, на прикладі Німеччини в 1997 році. Зазначено відсоток людей за регіоном, зайнятих у первинному, вторинному і третинному секторі і рівень зайнятості в процентному відношенні до загальної чисельності населення (червоним кольором).

Економіка може включати в себе кілька секторів (також можуть називатися галузями), які розвилися в послідовних фазах:
- Стародавня економіка здебільшого ґрунтувалась на натуральному (прожитковому) сільському господарстві.

- Промислова революція зменшила роль натурального сільського господарства, перетворюючи його в більш обширну та монокультурну форму сільського господарства протягом останніх трьох сторіч. Економічне зростання відбувалося в основному в гірничодобувній промисловості, будівництві та обробній промисловості.

- В економіці сучасних споживчих суспільств такі галузі як послуги, фінанси, і технології — тобто економіка знань — грають все більше значну роль.

## Гіпотеза трьох (або п'ятьох) секторів економіки
Згідно з гіпотезою трьох секторів економіки, сучасні економічні системи характеризуються трьома основними сферами діяльності. А гіпотеза п'ятьох секторів економіки поділяє останній сектор на три:
- Первинний сектор економіки: галузі економіки, продукти яких здебільшого є сировиною для інших галузей. До первинного сектора належать сільське господарство, рибальство, лісова промисловість та гірництво. (Наприклад, шахтарі та рибалки це робітники первинного сектору.) До первинного сектора також часто зараховують діяльність, пов'язану зі збором, пакуванням, очисткою і переробкою сировини на місці.

- Вторинний сектор економіки: галузі економіки, що перетворюють сировину на закінчений, готовий до споживання, продукт, наприклад виробництво автомобілів зі сталі або виробництво одягу із тканин. До вторинного сектора належать будівництво і виробництво. Вторинний сектор використовує матеріали первинного сектора і виробляє на основі цієї сировини продукт, призначений для споживання, продажу або використання в інших галузях. Підприємства вторинного сектору зазвичай споживають багато енергії й потребують складних машин.

- Третинний сектор економіки або сфера послуг: включає економічну діяльність, пов'язану з послугами. Поняття послуг охоплює всі види діяльності, що не завершуються виробництвом продукта, але сприяють процесу виробництва, покращуючи продуктивність. До послуг належить фінансова і банкова діяльність, транспорт, оптова і роздрібна торгівля, страхування, інформаційна галузь, медицина, освіта та індустрія розваг тощо. Інформаційні технології часто виокремлюють і включають у четвертинний сектор економіки. У розвинутих країнах третинний сектор економіки найбільший за кількістю працівників і зростає найшвидшими темпами.

### Розподіл на п'ять секторів економіки
Деякі теоретики розділяють третинний сектор на два, а то й на три:
- Третинний сектор економіки: галузі економіки, що постачають прямі нескладні послуги як для споживачів, так і для підприємств, такі як роздрібна та гуртова торгівля, житлово-комунальні послуги, догляд за дітьми, кіно і банківські послуги.

- Четвертинний сектор економіки: галузі економіки, пов'язані з послугами для бізнесу, такі як фінансові, юридичні, інформаційні, страхові.

- П'ятинний сектор економіки: галузі економіки, що входять в поняття «економіки знань». Включає в себе послуги населенню, що потребують високого рівня кваліфікації персоналу: освіта, медицина, наукові дослідження та розробки, необхідні для виробництва виробів з природних ресурсів. (Наприклад, лісозаготівельна компанія може досліджувати способи використання частково спаленої деревини таким чином, щоб неушкоджені частини деревини можна було переробити в деревну масу для виробництва паперу.) Інформаційні технології та галузь освіти також включаються в цей сектор.

## Державний, приватний та неприбутковий сектори
Інший розподіл секторів включає:
- Державний сектор або публічний сектор
- Приватний сектор, тобто приватний бізнес
- Неприбутковий сектор[en]або соціальний сектор (частіше — «кооперативний», іноді «добровільницький сектор», «громадський сектор»)

## Баланс між секторами економіки
Баланс між секторами економіки, за частиною валового продукту економіки або за рівнем зайнятості населення у різних секторах, залежить від рівня економічного розвитку суспільства. Оскільки процес економічного розвитку є далеко не однорідним в різних країнах та місцевостях, баланс між цими секторами сильно відрізняється серед різних регіонів світу, а іноді навіть і серед регіонів однієї країни.